# Seattle Redhawks

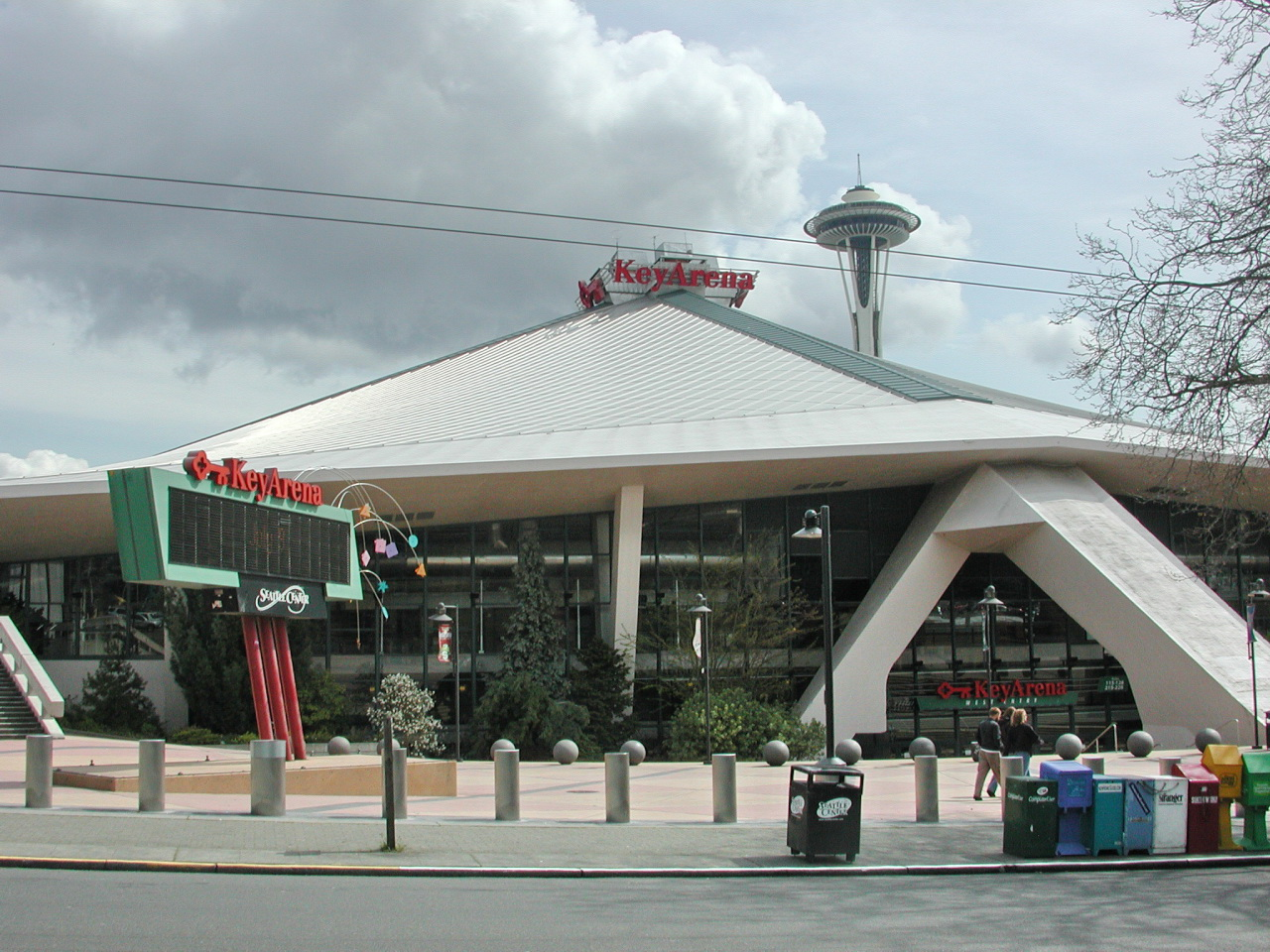
Exterior del Climate Pledge Arena, donde juega el equipo de baloncesto masculino.

Seattle Redhawks (Halcones Rojos de Seattle) es el nombre de los equipos deportivos de la Universidad de Seattle, situada en Seattle, Washington (Estados Unidos). Los equipos de los Redhawks participan en las competiciones universitarias organizadas por la NCAA, y forman parte de la West Coast Conference, excepto los equipos de natación masculino y femenino, que compiten en la Big West Conference.

## Apodo y mascota
El primer apodo que recibieron los deportistas de Seattle fue el de Chieftains, traducido al español como "jefes de la tribu", que se mantivo entre 1938 y 2000, cuando surgió una campaña para erradicar apodos de los deportes relacionados con los nativos americanos. Desde entonces el apodo es el de Redhawks, y su mascota se llama Rudy.

## Programa deportivo
Los Redhawks tienen 9 equipos masculinos y 11 femeninos:
| - Masculino - Baloncesto - Cross - Golf - Atletismo - Atletismo en pista cubierta - Tenis - Fútbol - Natación - Béisbol | - Femenino - Baloncesto - Cross - Golf - Atletismo - Atletismo en pista cubierta - Tenis - Fútbol - Natación - Sófbol - Voleibol |

## Baloncesto
El mayor éxito del equipo masculino de baloncesto llegó en 1958, cuando consiguieron llegar a la final del campeonato nacional, liderados por Elgin Baylor, perdiendo ante Kentucky. Un total de 10 jugadores de los equipos de Seattle han llegado a jugar en la NBA, destacando, además de Baylor, Eddie Miles o Tom Workman.

## Instalaciones deportivas
- Climate Pledge Arena es el pabellón que utiliza el equipo de baloncesto masculino, sede hasta 2008 del equipo de los Seattle Supersonics. Tiene una capacidad para 17.098 espectadores, y fue construido en 1962. El equipo femenino y el de voleibol juegan en el Connolly Center.